# غرانما (يخت)

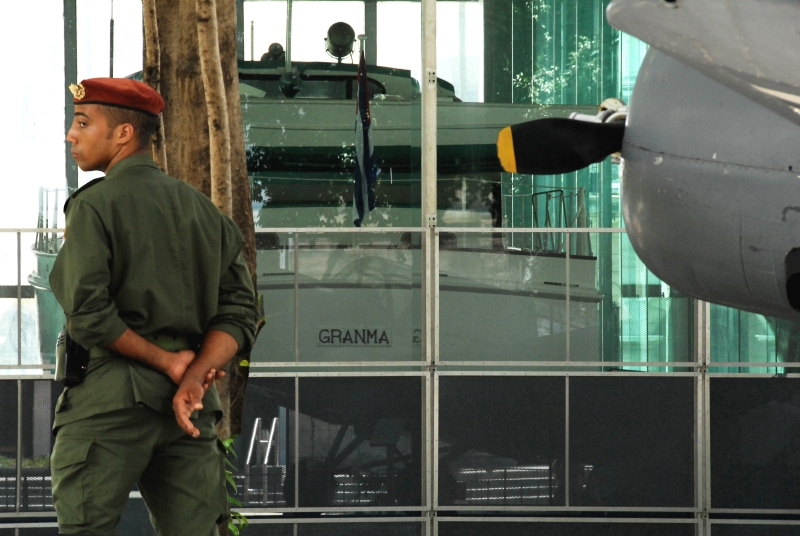
نصب غرانما التذكاري في هافانا

غرانما (بالإسبانية: (Granma (yate)‏ هو اليخت الذي استخدم لنقل اثنين وثمانين من مقاتلي الثورة الكوبية من المكسيك إلى كوبا في عام 1956 لغرض الإطاحة بنظام فولغينسيو باتيستا. في الثاني من ديسيمبر 1956 نزل اليخت غرانما وعلى متنه اثنان وثمانون رجلاً بقيادة فيدل كاسترو وتشي غيفارا، ذهبوا إلى المكسيك بهدف التوجه لشرق كوبا وإعلان الحرب لتحرير كوبا بشكل نهائي. هذا التاريخ يعتبر يوم تأسيس القوات المسلحة الثورية.

## أشخاص
من الأشخاص الذين كانوا عليه :
- تشي جيفارا
- فيدل كاسترو
- خوان ألميدا
- راؤول كاسترو
- إيرنيستو فرنانديز
- كاميلو سيينفيغوس